# جوليس جيمس
جوليس جيمس (بالإنجليزية: Jules James)‏ هو ضابط أمريكي، ولد في 14 فبراير 1885 في دانفيل في الولايات المتحدة، وتوفي في 12 مارس 1957 في بيثيسدا في الولايات المتحدة.